# Ngeni
Ngeni is een bestuurslaag in het regentschap Blitar van de provincie Oost-Java, Indonesië. Ngeni telt 9420 inwoners (volkstelling 2010).